# Дройлсден (футбольный клуб)
«Дройлсден» — английский футбольный клуб из города Дройлсден, Манчестер. Образован в 1892 году. Домашние матчи проводит на стадионе «Бутчерс Армс Граунд». В настоящий момент выступает в Северной Конференции, шестом по значимости футбольном турнире Англии.

## Достижения
- Победитель розыгрыша Северной Конференции: 2006/07

## Рекорды и антирекорды
- Рекордное поражение — 1:13 от «Чорли» (Северная Национальная лига, 5 апреля 2014).

## Известные игроки
- Роуч, Ли
- Силкок, Джек